# Wrightia
Wrightia es un género de 23 especies de arbustos y árboles plantas de flores de la familia Apocynaceae, nativos de África, Asia y Australia.
Wrightia antidysenterica a veces es tratada en el género Holarrhena, como Holarrhena pubescens. Ha sido largamente conocida en la India la tradición ayurvédica, y se llama «kuţaja» en sánscrito. 

## Descripción
Son arbustos o pequeños árboles con ramas delgadas. Hojas opuestas. Inflorescencia terminal o corimbos axilares de cimas. Cáliz con 5 lóbulos, lóbulos romos, generalmente con las escalas o las glándulas internas. Corola hipocrateriforme. Los folículos libres o connados, delgados, cilíndricos con semillas comprimidas lineales; comas caducifolios.

## Taxonomía
El género fue descrito por Robert Brown y publicado en Memoirs of the Wernerian Natural History Society 1: 73. 1811.

## Especies
La especie tipo es:
- Wrightia antidysenterica
- Wrightia arborea
- Wrightia coccinea
- Wrightia laevis
- Wrightia pubescens
- Wrightia religiosa
- Wrightia sikkimensis
- Wrightia tinctoria